# 佐藤達哉 (サックス奏者)
佐藤 達哉（さとう たつや 1957年12月23日-）は、日本のサクソフォーン奏者。東京都出身。

## 来歴
キャノンボール・アダレイやジョン・コルトレーンに憧れ大学時代に独学でサックス演奏を始め、在学中からプロ活動を開始。
佐藤允彦、日野元彦、日野皓正、松本英彦、ジョージ川口、池田芳夫、鈴木良雄らのジャズ・コンボ、原信夫とシャープスアンドフラッツ、高橋達也、角田健一等のビッグバンドに参加。現在は、浜田均とのデュオMETALUTIONを中心に、多くのジャズ・コンボ、ビッグバンドで演奏。テナー・サクソフォーンの教則本等、ジャズに関する執筆を行なう。洗足学園音楽大学ジャズコースで演奏家を目指す生徒を指導する教員。

## ディスコグラフィ

### リーダーアルバム
- Still Love You（1984）
- Like Someone In Love（1985）
- The New Tenor Scene（1997）
- Ecdysis （2003）
- My Nocturne（2008）
- MINOR RESOLUTION（2014）

## 著書
- 『マイケル・ブレッカー完全コピー集』　シンコーミュージック、1981年。
- 『ジャズテナーサックスの技法』　シンコーミュージック、1982年。
- 『ジャズ・サックス・マスター・シリーズ～テナー篇～』　リットーミュージック、1992年。
- 『超絶テナー・サックス ザ・スコア』　リットーミュージック、2009年。ISBN 9784845617579